# Danny Webb (acteur)
Pour les articles homonymes, voir Danny Webb.
Danny Webb est un acteur britannique de télévision et de cinéma, né le 6 juin 1958 à Londres.
Il est surtout connu pour son rôle du prisonnier Morse dans Alien 3.
Il a fait de nombreuses apparitions dans des séries télévisées britanniques, notamment Les Aventures du jeune Indiana Jones, Our Friends in the North (en), Inspecteur Frost, Hercule Poirot, Miss Marple, Inspecteur Barnaby, The Bill, Affaires non classées, Shackleton et a aussi eu un rôle dans deux épisodes de Doctor Who, La Planète du Diable 1/2 et La Planète du Diable 2/2. 
Enfin, il a également joué dans Britannia High dans le rôle de Jack Tyler, ainsi que dans Flics toujours dans le rôle de DJ.

## Carrière
En 1985, Danny Webb a joué aux côtés de Jon Pertwee dans une adaptation télévisée de la pièce de théâtre (de Broadway) de Karl Wittlinger, Do You Know the Milky Way?, dans le rôle de Kris, un patient d'un institut psychiatrique qui est persuadé de venir d'une autre planète. 
Il a également eu des rôles récurrents dans plusieurs séries télévisées, notamment Brookside, Cardiac Arrest ainsi que Life Begins.
Il fait aussi une apparition dans la vidéo de la musique Owner of a Lonely Heart par le groupe Yes.
En septembre 2009, il a joué un rôle dans la série dramatique en 5 parties sur BBC1, Land Girls, en jouant un sergent dans les Home Guard.
Il jouait, en 2010, au théâtre Lyric Hammersmith une reprise de la pièce de théâtre de Sarah Kane, Blasted (Anéantis) avec Lydia Wilson.
Il a réalisé des livres audios pour la série Warhammer par la Bibliothèque Interdite.

## Filmographie

### Au cinéma
- 1984 : L'Année du soleil calme de Krzysztof Zanussi : David
- 1989 : Henry V de Kenneth Branagh : Gower
- 1992 : Alien 3 de David Fincher : Morse
- 1996 : True Blue de Ferdinand Fairfax
- 2008 : Walkyrie de Bryan Singer : Hauptmann Haans
- 2010 : The Story of F*** de James Abadi
- 2013 : Crazy Joe de Steven Knight
- 2014 : Les Jardins du roi d'Alan Rickman : Claude Moulin
- 2014 : Le Sang des Templiers 2 de Jonathan English
- 2017 : Churchill de Jonathan Teplitzky : Alan Brooke
- 2019 : Never Grow Old d'Ivan Kavanagh : Pike

### À la télévision
- 1982 : Die Unerreichbare (pl) de Krzysztof Zanussi : Marek
- 1987 : La Flétrissure : Scott
- 1989 : Hercule Poirot, épisode La Cuisine mystérieuse de Clapham d'Edward Bennett : l'employé des chemins de fer
- 2002 : Le Chien des Baskerville de David Attwood (téléfilm) : l'inspecteur Lestrade
- 2006 : Doctor Who, saison 2, épisodes La Planète du Diable, première partie et La Planète du Diable, deuxième partie de James Strong : Mr. Jefferson
- 2006 : Inspecteur Barnaby saison 10 : Danse avec la mort : Tony Kirby
- 2007 :  Miss Marple  épisode À l'hôtel Bertram (téléfilm) de Dan Zeff : Mutti
- 2010 : Inspecteur Barnaby saison 13 : Les fantômes de March Magna : Jeff Bowmaker
- 2013 : Hercule Poirot épisode Une mémoire d'éléphant (téléfilm) de John Strickland : le Superintendant Garroway
- 2024 : The Regime (mini-série) de Stephen Frears : M. Laskin, chef de la sécurité nationale

### Sources
- (en) Cet article est partiellement ou en totalité issu de l’article de Wikipédia en anglais intitulé « Danny Webb (actor) » (voir la liste des auteurs).